# سرقة

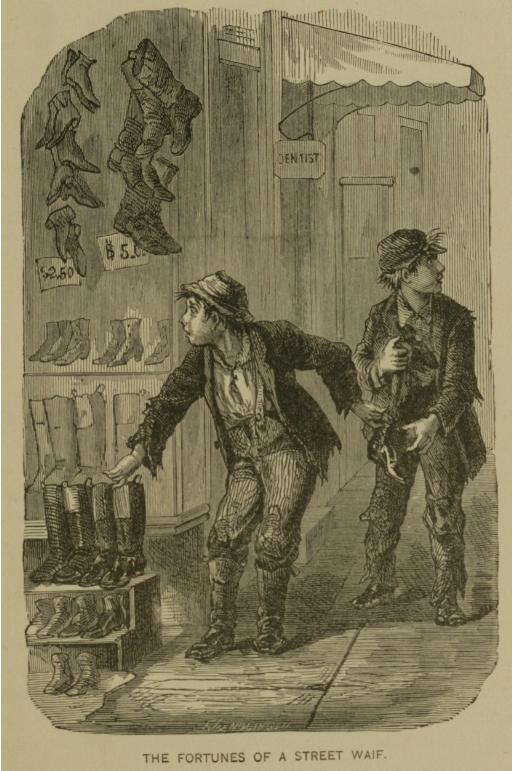
سرقة

- السرقة هي أخذ ممتلكات شخص آخر دون إذن هذا الشخص أو موافقته بقصد حرمانه من مُلكه، وتعتبر السرقة أحد المصطلحات التي تدل على الجرائم ضد الممتلكات الخاصة، مثل الاختلاس والنهب والسطو والاحتيال والاستيلاء، ويُسمى الشخص الذي يقوم بتنفيذ عملية السرقة باللص أو السارق. والسرقة فعل مُجرَّم ومُخالف في الكثير من قوانين الدول.

## أركان السرقة

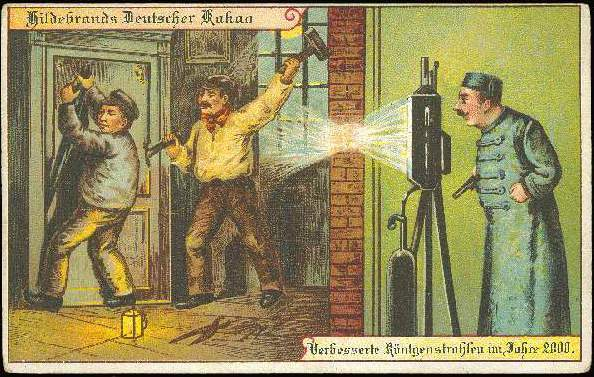
السرقة

يتم تعريف السرقة باعتبارها فعلٌ جُرّمي، وهي تتمثل بأخذ مُلك الغير عن قصد من غير معرفة المالك أو بالقوة، ودائماً ما تكون مصحوبة بنيّة السرقة، وهي حرمان المالك من مُلكه، والانتفاع بهذا الملك من قبل السارق، كالأموال والملابس والأطعمة والأشياء الثمينة وأي شيء فيه منفعة، والسرقة تنطوي على أربعة أركان وهي الأخذ والشيء المنقول وملوك للغير والقصد الجرمي، بحسب التعريف القانوني لها.
مثال السرقة، ذهب الشخص (أ) إلى أحد المطاعم، وشاهد (ب) غافلاً عن ساعته التي وضعها في الطاولة، استغل (أ) الموقف، وقام بأخذ الساعة من غير علم (ب).

## السرقة في الأديان

### في الإسلام
تُعتبر السرقة في الإسلام فعلاً محرماً، بل وتُعتبر من الكبائر، وللسرقة تعريف في الإسلام وهو أخذ مكلف مالاً محترماً لغيره نصاباً أخرجه من حرزه خفية، ولا شبهة له فيه. وللسارق عقوبات دنيوية مُوّكلة إلى الحاكم، وهي حد السرقة، وتكون بقطع يد السارق، ولها شروطٌ مُحددة.
فمما ورد في تحريم السرقة الآية القرآنية: 

وحديث: 

وحديث: 

### في اليهودية
كانت السرقة عند اليهود من الجرائم التي يعاقب مرتكبيها عقابًا صارمًا، وفي البلاد التي تعيش عيشة بدائية يعاقب السارق بقطع يده اليمنى. وقد ذكرت شريعة موسى شيئًا عن سرقة المواشي وسرقة الناس، وكانت سرقة المواشي أكثر شيوعًا. وفي الوصايا العشر وصية تنهي عن السرقة عمومًا. والحكم على السارق في الشريعة الموسوية أن يرد خمسة أضعاف ما سرق من بقر أو أربعة أضعاف إذا كان المسروق غنمًا، ويتحتم تنفيذ الحكم ولو يباع السارق نفسه، وكان التعويض يصل أحيانًا إلى سبعة أضعاف  ولو أعطى في ذلك كل قنية بيته. وكان الذي لا يرد الوديعة التي عنده أو يخبىء اللقطة التي وجدها يردها بزيادة خمس قيمتها. ومن هذه القوانين نفهم لماذا أعطى زكاة نصف أمواله للمساكين وردّ من سلبه أربعة أضعاف.